# Dún Formna

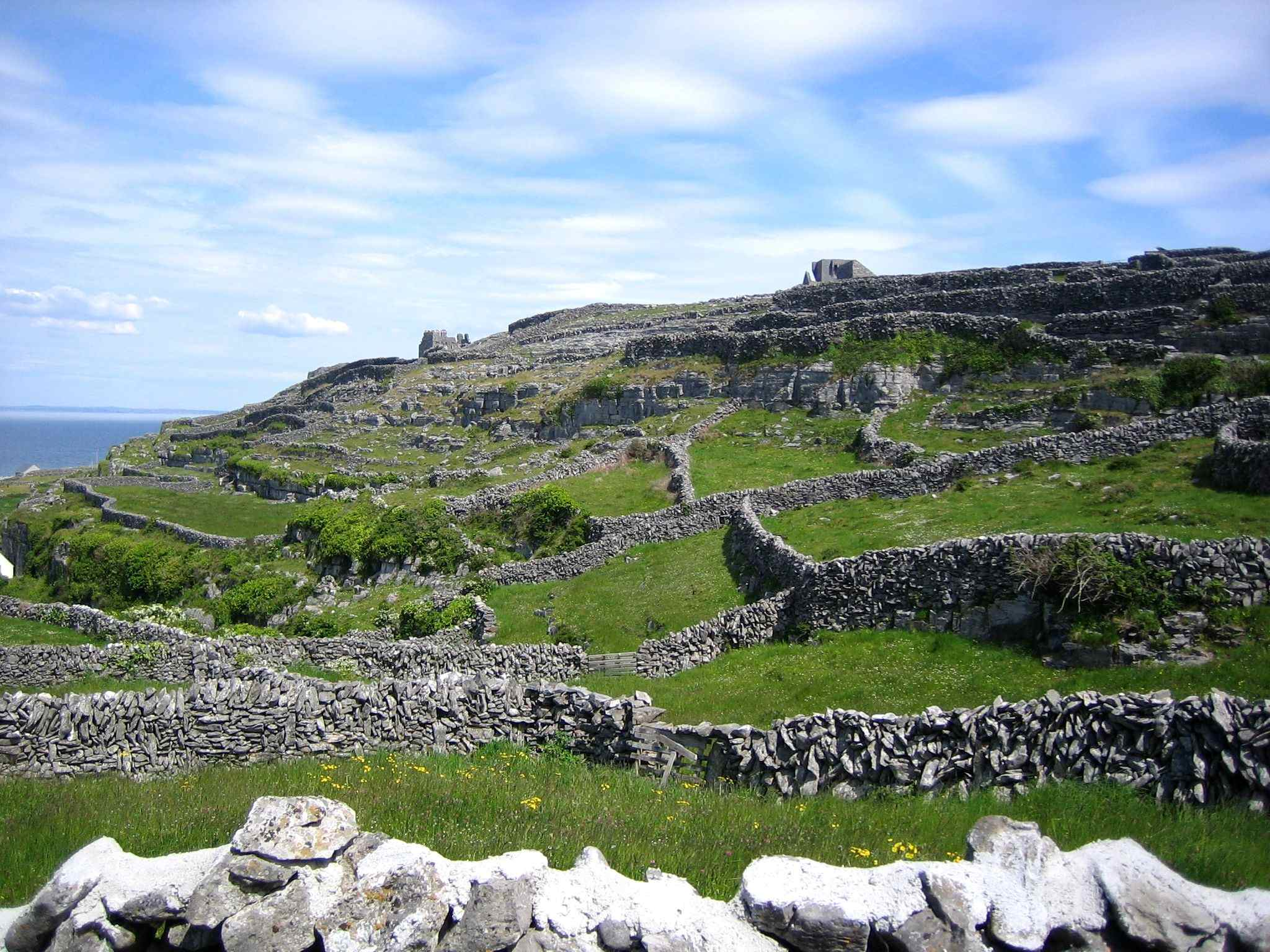
Das Dun mit dem im Hintergrund gerade noch erkennbaren Castle

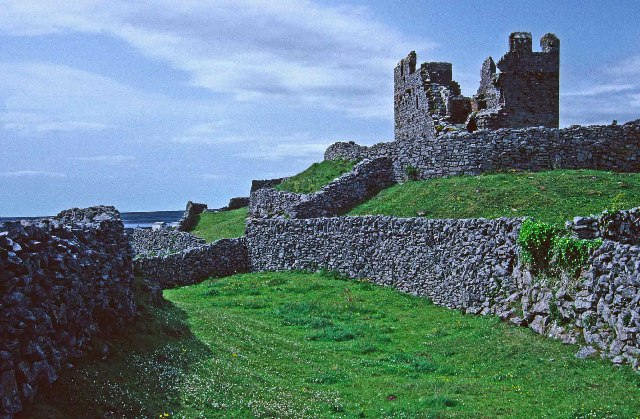
O’Brien’s Castle

Dún Formna (auch Great Fort genannt) ist ein restauriertes Steinfort im Norden der Aran-Insel Inisheer im County Galway in Irland.
Das von einer einfachen Mauer umwallte etwa ovale Ringfort liegt nahe dem höchsten Punkt (irisch formna) eines terrassenförmigen Hügels über dem Strand der Insel und ist ein National Monument. Es ist in Nord-Süd-Richtung orientiert, misst etwa 52 × 41 m und hat seinen Zugang im Nordosten. Die massive Trockenmauer folgt der Geomorphologie der Landschaft. Eine kleine rechteckige Turmbauruine gehört zu dem im Inneren errichteten mittelalterlichen Furmina oder O’Brien’s Castle, das 1582 vom O’Flaherty-Clan übernommen und etwa 100 Jahre später von Cromwells Truppen zerstört wurde.
Das genaue Errichtungsdatum des Dúns ist unbekannt, aber es stammt wahrscheinlich aus der Eisenzeit. Es ist eines von sieben Steinforts auf den Aran-Inseln.